# Cucumis quintanilhae
Cucumis quintanilhae är en gurkväxtart som beskrevs av R. och A. Fernandes. Cucumis quintanilhae ingår i släktet gurkor, och familjen gurkväxter. Inga underarter finns listade i Catalogue of Life.